# Подгорная (Липецкая область)
Подго́рная — деревня Георгиевского сельсовета Становлянского района Липецкой области.

## История
В 1960 году указом Президиума Верховного Совета РСФСР деревня Кабачек переименована в Подгорную.

## Население
| 2010 |
| ---- |
| 12   |